# Dynastie Qi du Sud
Pour un article plus général, voir dynasties du Sud et du Nord.
Pour les articles homonymes, voir QI (homonymie).
479–502
Entités précédentes :
- Dynastie Song du Sud

Entités suivantes :
- Dynastie Liang

La dynastie des Qi du Sud (Nán Qí 南齊) régna en Chine du Sud de 479 à 502 lors de la période des dynasties du Sud et du Nord, durant laquelle la Chine fut divisée entre une succession d'Etats dominant sa partie méridionale et d'autres dominant sa partie septentrionale. Dans le Sud, elle fut précédée par la dynastie des Song du Sud (420-479) et suivie par la dynastie Liang.

## Histoire

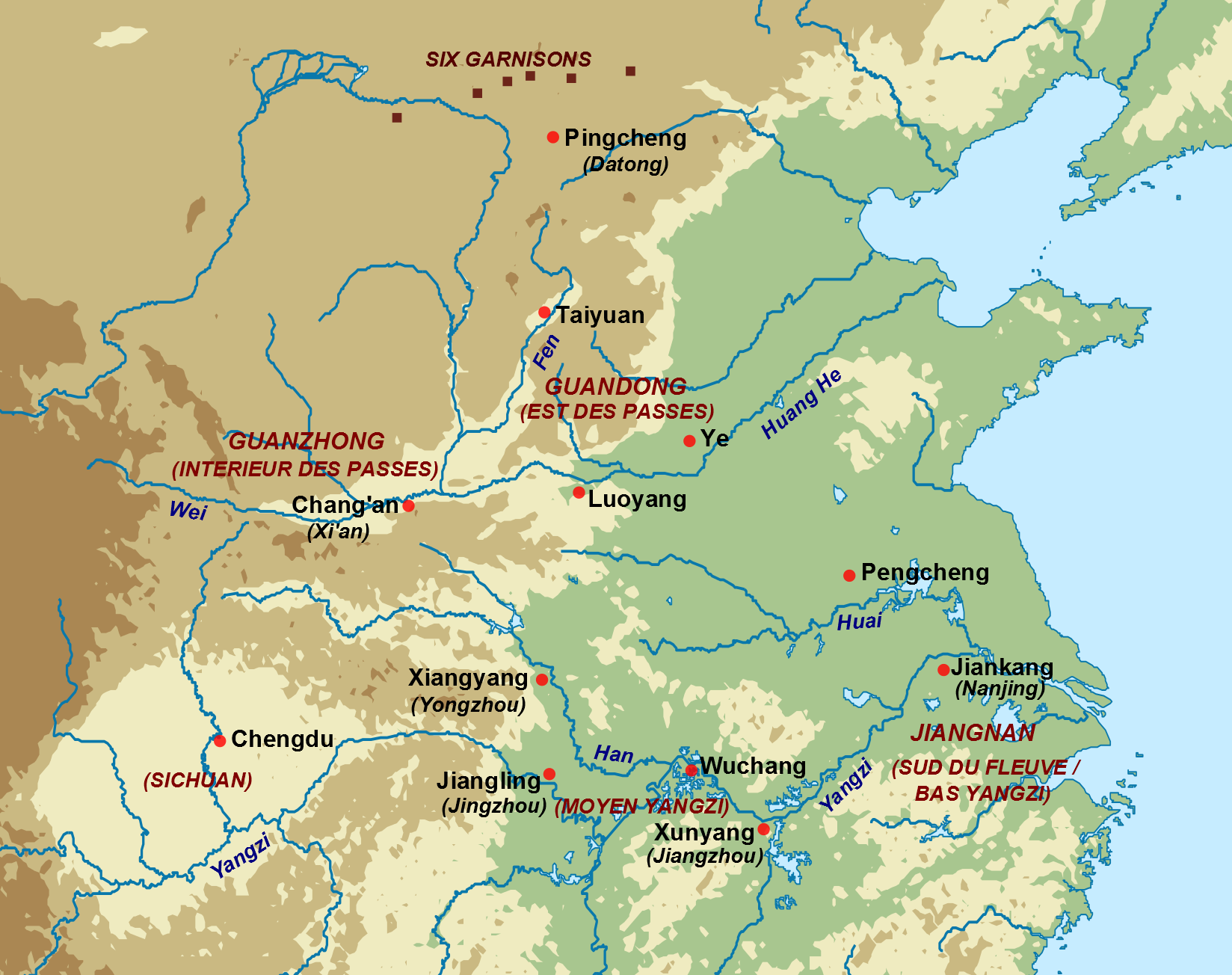
Les principales villes et ensembles géographiques de la période des dynasties du Sud et du Nord (noms modernes entre parenthèses).

Le fondateur de la dynastie Qi du Sud, Xiao Daocheng, était un général de basse extraction, d'un lignage de rang secondaire originaire de la région de Donghai (dans l'actuel Jiangsu) et s'était établi plus au sud à Nan Lanling (vers l'actuelle Danyang) au début de la dynastie des Jin de l'Est. Il connut une ascension rapide sous les Song du Sud, devenant général de la garde impériale. Cette dynastie, qui avait connu ses heures de gloires sous les règnes de son fondateur Liu Yu et de son successeur Liu Yilong dans la première moitié du Ve siècle, avait depuis décliné, déchirée par une série d'assassinats et de conflits mettant aux prises des princes de la famille impériale. S'ajoutait à cela la pression croissante que faisaient peser sur leur empire les Wei du Nord, maîtres du Nord chinois. Dans les années 470, les conflits dans le clan impérial l'avaient laissé décimé. Quand en 472 le jeune Liu Yu monta sur le trône, son principal opposant était son dernier oncle vivant, Liu Xiufan, gouverneur de la province de Jiang, située au sud de l'empire (actuels Jiangxi et Fujian), qui leva ses troupes et marcha vers la capitale Jiankang (aujourd'hui Nankin). Xiao Daocheng organisa la résistance à cette attaque, et en sortit victorieux. Il devint alors le principal personnage de la cour et de l'empire. En 477 il fit assassiner l'empereur, intronisant à sa place son jeune frère Liu Zhun. Il dut également faire face à la révolte de Shen Youzi, du gouverneur de la province de Jing, dans la région stratégique du Moyen Yangzi, dont il se débarrassa en 478. Sans rival, il destituta et tua l'empereur des Song, fondant sa propre dynastie pour laquelle il choisit le nom de Qi,.
Le changement dynastique ne modifia pas le caractère violent des relations entre membres de la cour impériale. Xiao Daocheng (nom impérial posthume Gaodi) poursuivit la politique de méfiance envers les puissants lignages aristocratiques et les autres membres du clan impérial qui avait été initiée par les Song du Sud, s'appuyant sur des fonctionnaires de basse extraction qu'il plaçait à des postes où ils pouvaient surveiller ses ennemis potentiels, notamment dans l'administration des « pays » (guo), circonscriptions territoriales confiées aux princes. Les points communs entre cette dynastie et la précédente vont jusqu'à la mort rapide de leur fondateur après son intronisation, en 482. Son fils Xiao Ze (Wudi) régna une dizaine d'années, jusqu'en 493, et les troubles successoraux commencèrent. L'homme fort du clan impérial était alors un neveu de Xiao Daocheng, nommé Xiao Luan, qui installa sur le trône puis élimina deux petits-fils de l'empereur précédent, Xiao Zhaoye puis Xiao Zhaowen, avant de revêtir lui-même la charge impériale en 494. Son règne fut marqué par des purges touchant la cour et le clan impérial. À sa mort en 498, son fils Xiao Baojuan (plus couramment désigné de façon posthume comme le marquis de Donghun, ce qui peut signifier « marquis des ténèbres de l'Est »), lui succéda et poursuivit sa politique despotique : il aurait éliminé plusieurs courtisans, imposé au peuple des taxes et des corvées très lourdes et entrepris des dépenses extravagantes. 
En 500, les troupes des Qi subissent une lourde défaite face aux armées des Wei du Nord à la confluence des rivières Fei et Huai, perdant d'importants territoires. À ce moment, plusieurs provinces de l'empire entrèrent en rébellion : le frère de l'empereur, Xiao Baorong, revendiqua le trône impérial depuis sa base à Jiangling, la principale cité de la région du Moyen Yangzi ; un de ses cousins, Xiao Yan, gouverneur de la province voisine de Yong, l'appuya et prit la tête des troupes rebelles. Lorsqu'il approcha de la Jiankang en 501, des membres de la cour assassinèrent l'empereur et lui ouvrirent les portes. Xiao Baorong monta sur le trône, mais Xiao Yan qui était le véritable vainqueur le renversa l'année suivante. Cette fois-ci, même si le pouvoir restait au sein du clan Xiao, le nouvel empereur choisit de fonder une nouvelle dynastie, prenant le nom de Liang,.
Le jeune frère des deux derniers empereurs des Qi, Xiao Baoyin, s'enfuit chez les Wei du Nord où il devint général, avec l'espoir de restaurer la dynastie Qi. En 527-528, il se révolta dans les provinces du nord-ouest et tenta sans succès de refonder la dynastie. Il se rallia finalement à un autre rebelle, Moqi Chounu, qui fut vaincu, et il fut forcé de se suicider en 530.

## Littérature
Durant les brefs épisodes de paix qui laissèrent la cour impériale au calme, essentiellement durant l'ère Yongming (« clarté éternelle ») correspondant au règne de Xiao Ze/Wudi (483-493). Le fils de l'empereur, Xiao Ziliang (460-494) le prince de Jingling, devint une figure dominante de la vie intellectuelle de l'époque, accueillant les grands esprits de son temps dans sa résidence située dans les faubourgs occidentaux de la capitale. Le prince de Jingling fut par ailleurs le patron d'un cercle de lettrés désigné comme les « Huit frères de Jingling », parmi lesquels se trouvaient Xie Tiao (464-499) et Shen Yue (441-513), qui furent reconnus par les générations postérieures comme les plus brillants poètes de leur temps, excellant notamment dans la poésie paysagère (le premier était du même lignage que Xie Lingyun, grand poète paysager des Jin orientaux), mais aussi le prince Xiao Yan qui devait renverser la dynastie Qi. Ils s'adonnaient notamment durant leurs rencontres à des joutes poétiques, devant improviser de courts poèmes sur des choses diverses (les « poèmes sur les choses », yongwu shi), par exemple un objet, une plante, un oiseau, la lune, etc. Ils recouraient de plus en plus au quatrain, la poésie de cette période étant caractérisée par une préférence pour les compositions courtes. Sans doute inspirés par les psalmodies bouddhistes, certains de ces poètes mirent au point une prosodie spécifique reposant sur les alternances entre les quatre tons, entre les sons jugés « lourds » ou « légers », style qui fut très apprécié par les poètes de l'époque Tang. Le groupe des Huit amis put ainsi développer son art poétique autour de conceptions communes, préférant un style fluide et doux (liubian), ce qui les différencie des autres cercles littéraires des périodes précédentes comme les Sept Lettrés de Jian'an ou les Vingt-quatre amis de Jia Mi dont les productions littéraires étaient plus diverses. Ce cercle poétique succomba aux troubles de la cour impériale, qui causèrent la mort de certains de ses membres comme Wang Rong et Xie Tiao, d'autres comme Shen Yue survivant au changement dynastique et servant de passerelle entre cette génération et celle, tout aussi voire plus reconnue, de la période des Liang. Un autre poète important actif durant cette période, Jiang Yan (444-505) ne fut pas un novateur et mais plutôt un imitateur de grands modèles passés (les Chants de Chu, Tao Yuanming, Bao Zhao entre autres), et fut employé par Xiao Daocheng pour rédiger des édits officiels. Il édita lui-même ses écrits, à deux reprises, anthologies agrémentées d'une autobiographie. Du point de vue des travaux historiographiques, Shen Yue, en plus de ses œuvres poétiques, rédigea le Livre de la dynastie Song (du Sud) (Song shu) qu'il présenta à l'empereur en 488, comprenant, suivant les habitudes des histoires dynastiques il dépasse largement le cadre indiqué par son titre, comprenant des biographies commentées, notamment celle du poète Xie Lingyun qui constitue un véritable travail d'histoire et de critique poétique (dont les discussions remontent jusqu'à la poésie de l'époque pré-impériale), et divers traités, dont un remarquable traité sur la musique qui remonte jusqu'aux Han.

## Religion
Le bouddhisme eut les faveurs de la famille impériale des Xiao, et de nombreux aristocrates de la cour impériale, ce qui lui permit de poursuivre son essor à cette période. La prince de Jingling, en plus de favoriser les études lettrées, fut un dévot bouddhiste. Les cercles de lettrés qu'il réunissait autour de lui débattaient de questions religieuses, comme la polémique sur la destructibilité ou non de l'esprit qui agitait alors les milieux intellectuels. Il fit venir des moines dans sa résidence pour qu'ils donnent des sermons, organisa des prédications, la copie et la rédaction de textes religieux, et présida des jeûnes. 
La popularité du bouddhisme chez les élites des Qi du Sud se voit également dans la construction des grottes du Mont Qixia, une vingtaine de kilomètres au nord-est de Jiankang, qui débuta dans les années 480 à l'instigation de Ming Shengshao, un lettré qui avait choisi la vie de reclus, et de son fils Ming Zhongzhang, qui entreprirent la construction de niches avec des statues monumentales d'Amitabha et deux bodhisattvas. Le prince de Jingling et ses frères, dont le prince héritier Wenhui, apportèrent leur soutien financier à l'entreprise, et de nouveaux projets de creusement de niches et de grottes furent initiés, avec la réalisation de statues vouées par des princes et aristocrates, y compris des femmes, pour leur apporter des bienfaits à eux et à la famille impériale. Ce qu'il reste des œuvres de cette époque évoque la popularité du courant de la Terre pure du Bouddha Amitabha, et aussi du Sutra du Lotus.

## Les tombes et leur décor

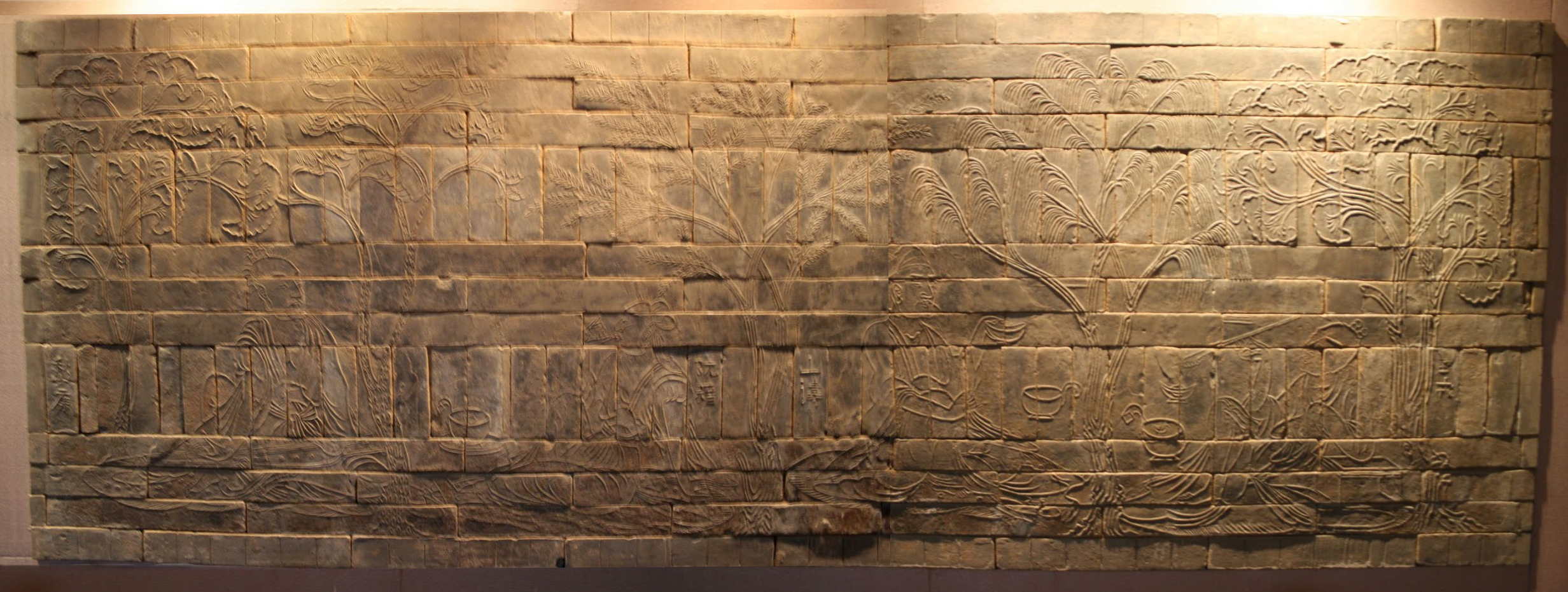
Briques moulées représentant les Sept Sages de la forêt de bambous, tombe de Xishanqiao, période des Qi du Sud (ou fin des Song du Sud), seconde moitié du V. Musée de Nankin.

Les tombes impériales de la dynastie Qi ont été identifiées au nord-est du comté de Danyang, sur un espace de collines, comme pour les autres tombes impériales des dynasties du Sud. L'identité des occupants de ces sépultures est débattue en l'absence de textes permettant d'avoir des certitudes sur ce point, hormis pour celle de Xiantangwan qui est celle de Xiao Daosheng, père de Xiao Luan/Mingdi qui fut élevé à la dignité impériale de façon posthume par son fils après qu'il est monté sur le trône. Trois ont été ouvertes et fouillées, datées de la fin de la dynastie (entre 493 et 502) et toutes pillées. Suivant l'organisation classique des tombes impériales méridionales construites dans un puits qui a été comblé par de la terre. Elles consistent en une vaste chambre funéraire (plus de 50 m²) à plafond en forme de voûte à encorbellements, dont les murs sont constitués de plusieurs couches de briques et renforcés à l'extérieur, de plan rectangulaire avec les angles vaguement arrondis, avec un couloir d'entrée, ce qui donne à leur plan un aspect de jarre. Le couloir était scellé par deux portes en pierre, et clos par un mur. 
Les murs des chambres funéraires dégagées avaient un décor de briques moulées suivant un programme similaire (bien qu'aucune des tombes ne l'ait livré dans son intégralité), représentant à l'entrée des animaux (lions) et des guerriers gardiens de tombes des symboles célestes (lion, lune), et dans la chambre d'autres animaux légendaires (Grand tigre et Grand dragon) surmontés par des êtres célestes ailés, donc des figures renvoyant à l'immortalité et au futur de l'âme du défunt, et des représentations des Sept Sages de la forêt de bambous, groupe de poètes idéalisé, notamment par les taoïstes, dans des scènes d'agapes, peut-être pour accompagner le défunt et l'inviter à se joindre à eux. 
Un décor semblable des Sept sages a été mise au jour dans la tombe de Xishanqiao, au sud de Nankin, qui daterait donc de la même période, quoi que légèrement antérieure (les estimations initiales des fouilleurs la situaient plus tôt dans le temps, dans la première moitié du Ve siècle). Cette sépulture en briques, a une chambre de forme oblongue de dimensions 6,85 × 3,1 mètres, avec un petit couloir d'entrée, suivant le même principe que les tombes de la famille impériale, mais avec des dimensions bien plus modestes. La chambre était occupée par une plate-forme sur laquelle ont été mises au jour des dalles en pierre servant de sarcophage, dans lequel se trouvaient deux cercueils en bois emboîtés, qui ont disparu. Le matériel funéraire comprenait des pièces de monnaie, des poteries, notamment des vases à glaçure typiques des dynasties méridionales, et trois figurines en terre cuite.

## Liste des empereurs
| Nom posthume       | Nom de famille et prénom | Durée de règne | Noms et date de début et de fin des ères |
| ------------------ | ------------------------ | -------------- | ---------------------------------------- |
| Gaodi (en)         | Xiao Daocheng            | 479-482        | - Jianyuan 479-482                       |
| Wudi (en)          | Xiao Zeng                | 482-493        | - Yongming 483-493                       |
| Prince de Yulin    | Xiao Zhaoye (en)         | 493-494        | - Longchang 494                          |
| Prince de Hailing  | Xiao Zhaowen (en)        | 494            | - Yanxing 494                            |
| Mingdi (en)        | Xiao Luan                | 494-498        | - Jianwu 494-498 - Yongtai 498           |
| Marquis de Donghun | Xiao Baojuan             | 498-501        | - Yongyuan 499-501                       |
| Hedi (en)          | Xiao Baorong             | 501-502        | - Zhongxing 501-502                      |